# Tiếng Hy Lạp Cappadocia
Tiếng Cappadocia còn được gọi là tiếng Hy Lạp Cappadocia hoặc tiếng Hy Lạp Tiểu Á, là một ngôn ngữ trộn lẫn được nói ở Cappadocia (miền Trung Thổ Nhĩ Kỳ). Ngôn ngữ ban đầu được chuyển từ tiếng Hy Lạp thời Trung cổ của Đế quốc Byzantine sau chiến thắng Đế quốc Seljuk tại trận Manzikert năm 1071. Do sự trao đổi dân cư giữa Hy Lạp và Thổ Nhĩ Kỳ vào những năm 1920, tất cả người Hy Lạp Cappadocia đã buộc phải di cư đến Hy Lạp, nơi họ được tái định cư ở nhiều địa điểm khác nhau, chủ yếu miền Trung và Bắc Hy Lạp. Người Cappadocia nhanh chóng chuyển sang tiếng Hy Lạp hiện đại chuẩn và ngôn ngữ của họ được cho là đã biến mất kể từ những năm 1960. Vào tháng 6 năm 2005, Mark Janse (Đại học Ghent) và Dimitris Papazachariou (Đại học Patras) đã phát hiện ra người Cappadocia ở miền Trung và miền Bắc Hy Lạp vẫn có thể nói ngôn ngữ tổ tiên của họ một cách trôi chảy. Nhiều người ở độ tuổi trung niên, thế hệ thứ ba có thái độ rất tích cực đối với ngôn ngữ này, trái ngược với cha mẹ và ông bà của họ. Thế hệ sau này ít nhiều có khuynh hướng nói tiếng Cappadocia và thường xuyên hơn là không chuyển sang tiếng Hy Lạp hiện đại chuẩn.

## Lịch sử và nghiên cứu

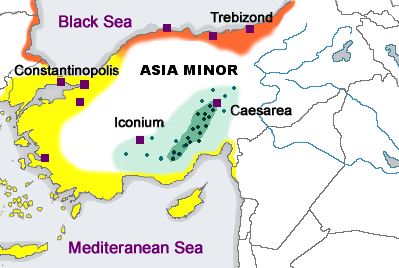
Phương ngữ Hy Lạp Anatilia cho đến năm 1923. Demotic màu vàng. Pontus màu cam. Cappadocia màu xanh lá cây, với các chấm màu xanh lá cây biểu thị các làng Hy Lạp Cappadocia riêng lẻ vào năm 1910.

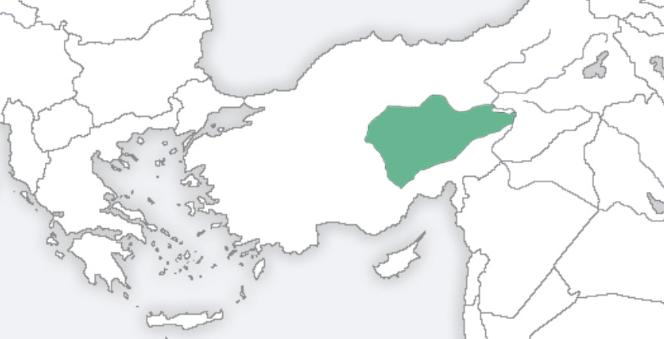
Quê hương gốc của Cappadocia

Đến thế kỷ thứ năm Công nguyên, ngôn ngữ bản địa Ấn-Âu cuối cùng của Tiểu Á không còn được nói, thay thế bằng tiếng Hy Lạp Koine. Đồng thời, các cộng đồng ở miền trung Tiểu Á đang tích cực tham gia vào các vấn đề của Đế quốc Đông La Mã nói tiếng Hy Lạp và một số người Cappadocia (nói tiếng Hy Lạp) như Maurice Tiberius (r. 582-602) và Heraclius (r. 610 đến 641) thậm chí vươn lên trở thành Hoàng đế.
Tiếng Hy Lạp Cappadocia bắt đầu tách khỏi ngôn ngữ chung Hy Lạp trung đại của Đế chế Đông La Mã (Byzantine) sáu thế kỷ sau, sau thất bại của Byzantine trong trận Manzikert năm 1071. Thất bại này cho phép những người nói tiếng Thổ Nhĩ Kỳ lần đầu tiên bước vào Tiểu Á, cắt đứt Cappadocia khỏi phần còn lại của cộng đồng Byzantine. Vào thế kỷ 20, tiếng Hy Lạp Cappadocia bị ảnh hưởng nặng nề bởi tiếng Thổ Nhĩ Kỳ, nhưng không giống như tiếng Hy Lạp hiện đại chuẩn, nó không bị ảnh hưởng bởi tiếng Venice và tiếng Pháp từ thời Frankokratia, sau cuộc vây hãm Constantinopolis lần thứ tư (thập tự chinh thứ tư) vào năm 1204.
Những ghi chép sớm nhất về ngôn ngữ này là trong những bài thơ macaronic của Jalal ad-Din Muhammad Rumi (1207-1273), người sống ở Iconium (Konya) và một số Ghazal của con trai ông là Sultan Walad. Việc giải thích các văn bản tiếng Hy Lạp rất khó vì chúng được viết bằng chữ Ả Rập và trong trường hợp của Rumi không có điểm nguyên âm; phiên bản của Dedes (Δέδες) là phiên bản gần đây nhất.
Vào đầu thế kỷ 20, nhiều người Cappadocia đã chuyển sang tiếng Thổ Nhĩ Kỳ hoàn toàn (được viết bằng bảng chữ cái Hy Lạp, Karamanlidika). Nơi tiếng Hy Lạp được duy trì (nhiều ngôi làng gần Kayseri, bao gồm Misthi, Malakopea, Prokopion, Karvali, và Anakou), nó bị ảnh hưởng nặng nề bởi tiếng Thổ Nhĩ Kỳ xung quanh. Tuy nhiên, không có văn liệu nào trong thời Trung cổ hay thời đầu Cappadocia hiện đại vì ngôn ngữ này về cơ bản vẫn chỉ là ngôn ngữ nói.
Phát hiện gần đây về những người nói tiếng Cappadocia của Janse và Papazachariou dẫn đến việc phát hành một từ điển mới và một bộ sưu tập các văn bản.
Tiếng Hy Lạp Cappadocia nổi tiếng trong cộng đồng ngôn ngữ học bởi đây một trong những trường hợp ngôn ngữ (tưởng rằng) đã chết đầu tiên mà ta có nhiều thông tin, cũng như bởi sự khác biệt do pha trộn đáng kể các đặc điểm ngôn ngữ phi Ấn-Âu vào ngôn ngữ Ấn-Âu. Quá trình này hiện diện ở Cappadocia Tây-Nam và bao gồm việc đưa vào luật hài hòa nguyên âm và trật tự câu kết thúc bằng động từ.

## Phương ngữ
- Cappadocia Đông Bắc (Sinasos, Potamia, Delmeso)
- Cappadocia Tây Bắc (Silata hoặc Zila, Anaku, Flojita, Malakopi)
- Cappadocia Trung (Axo; Misthi) (Xem Misthiotica)
- Cappadocia Tây Nam (Aravan, Gurzono; Fertek)
- Cappadocia Đông Nam (Oulagatz (Uluağaç), Semendere)

### Rumi và Sultan Walad
- Δέδες, Δ. 1993. Ποιήματα του Μαυλανά Ρουμή. Τα Ιστορικά 10.18–19: 3–22.
- Meyer, G. 1895. Die griechischen Verse in Rabâbnâma. Byzantinische Zeitschrift 4: 401–411.
- Mertzios, C.D. 1958. Quelques vers grecs du XIIIe siècle en caractères arabes. Byzantinische Zeitschrift 51: 1516.
- Burguière, P. 1952. Quelques vers grecs du XIIIe siècle en caractères arabes. Byzantion 22: 63–80.